# لي نوريس
لي نوريس (بالإنجليزية: Lee Norris)‏ هو ممثل أمريكي، ولد في 25 سبتمبر 1981 بغرينفيل في الولايات المتحدة.

## أعمال

### أفلام
- (2007) زودياك[3][4]
- (2014) الزوجة المفقودة[5][6]

### مسلسلات
- الموتى السائرون
- بوي ميتس ورلد
- تل الشجرة الواحدة
- طريق أكتوبر

## وصلات خارجية
- لي نوريس على موقع IMDb (الإنجليزية)
- لي نوريس على موقع ألو سيني (الفرنسية)
- لي نوريس على موقع أول موفي (الإنجليزية)
- لي نوريس على موقع قاعدة بيانات الأفلام السويدية (السويدية)
- لي نوريس على موقع إن إن دي بي (الإنجليزية)
- لي نوريس على موقع قاعدة بيانات الفيلم (الإنجليزية)
- لي نوريس على موقع كينوبويسك (الروسية)
- لي نوريس على موقع كينوبويسك (الروسية)